# Antonio de los Ríos Rosas
Antonio de los Ríos Rosas, né Antonio Sánchez del Río y López de la Rosa à Ronda (Malaga) le 16 mars 1812 et mort à Madrid le 3 novembre 1873, est un homme politique et juriste espagnol, qui fut plusieurs fois ministre et président du Congrès, président du Conseil d'État, ambassadeur de l'Espagne au Vatican ainsi que membre de l'Académie royale espagnole.